# ANCLA
ANCLA (acrónimo de Agencia de Noticias Clandestina) fue una agencia de noticias fundada por Rodolfo Walsh que funcionó durante la última dictadura en Argentina. 

## Historia
ANCLA comenzó a funcionar en 1976 por iniciativa de Walsh, quien convocó  a Carlos Aznárez, Lila Pastoriza y Lucila Pagliai para iniciar el proyecto. Con medios materiales y humanos muy precarios, el reducido grupo de periodistas y militantes de Montoneros acometió la tarea de desafiar la censura militar y la represión entre junio de 1976 y septiembre de 1977, informando en tiempo real, con tono sobrio y directo, el genocidio que se perpetraba en ese momento en el país a través de más de 200 cables.
La agencia informaba sobre los campos de concentración, la aparición de cadáveres en lagos y descampados (incluso esboza sobre los vuelos de la muerte, aunque los atribuye no a aviones sino a buques de la Armada), las divisiones internas dentro de la Junta, la política económica, las persecuciones, amenazas, exilios y la repercusión de todo ello en el exterior.
Muchos de sus integrantes, incluido su fundador, pagaron con su secuestro, tortura y desaparición su oposición al régimen totalitario. Tras el asesinato de Walsh en marzo de 1977, el secuestro de Pastoriza y el exilio de Aznárez y Pagliani, la dirección de la agencia quedó en manos de Horacio Verbitsky y Luis Guagnini (desaparecido en diciembre).

## Integrantes
Algunos de los integrantes de ANCLA fueron, por orden alfabético:
- Adolfo Infante Allende.
- Carlos Aznárez.
- Norma Bastsche Valdés.
- Carlos Bayón.
- Miguel Coronato Paz.
- Mario Galli.
- Luis Guagnini.
- Lucila Pagliai.
- Lila Pastoriza.
- Eduardo Suárez.
- Horacio Verbitsky.
- Jorge Horacio Foulkes.
- Luis Alberto Vilellia.
- Rodolfo Walsh.